# Santiago Jamiltepec
Santiago Jamiltepec – miasto i gmina w Meksyku, w stanie Oaxaca, regionie Costa i dystrykcie Jamiltepec. Leży 30 km na wschód od Pinotepa Nacional i 429 km od stolicy stanu - miasta Oaxaca. Według spisu z 2010 roku zamieszkane przez 18 383 osób. Powierzchnia gminy wynosi 622,6 km².
Nazwa Jamiltepec w nahuatl oznacza "wzgórze z gliny" lub "lepianka (z gliny)".
W Santiago Jamiltepec nadaje rządowe radio regionalne XEJAM. Prowadzi ono, poza hiszpańskimi, również audycje w językach lokalnych - mixtec, amuzgo i chatino.